# Fidonia moriscaria
Fidonia moriscaria är en fjärilsart som beskrevs av Le Cerf 1923. Fidonia moriscaria ingår i släktet Fidonia och familjen mätare. Inga underarter finns listade i Catalogue of Life.